# Tomás Rojas
Tomás Rojas Gomez est un boxeur mexicain né le 12 juin 1980 à Veracruz.

## Carrière
Champion du Mexique des poids super-mouches en 2001, il devient champion du monde WBC de la catégorie le 20 septembre 2010 en battant aux points à l'unanimité des juges le japonais Kohei Kono. Rojas conserve son titre le 21 mai 2011 en contraignant à l'abandon à l'appel de la 12e et dernière reprise son compatriote Juan Jose Montes mais il s'incline ensuite aux points le 19 août face au thaïlandais Suriyan Sor Rungvisai.